# Trichoniscus coniculatus
Trichoniscus coniculatus là một loài chân đều trong họ Trichoniscidae. Loài này được Verhoeff miêu tả khoa học năm 1926.